# وی۶۰۶ عقاب
وی۶۰۶ عقاب یک ستاره است که در صورت فلکی عقاب قرار دارد.